# Yu Wenge
Yu Wenge (né le 18 février 1966) est un athlète chinois, spécialiste du lancer du disque.

## Biographie
Il remporte la médaille d'or du lancer du disque lors des championnats d'Asie 1991, à Kuala Lumpur, avec la marque de 62,20 m. 
En 1992, il se classe troisième de la coupe du monde des nations, à La Havane, derrière l'Américain Anthony Washington et le Cubain Roberto Moya.

### Palmarès
| Date | Compétition                | Lieu         | Résultat | Performance |
| ---- | -------------------------- | ------------ | -------- | ----------- |
| 1991 | Championnats d'Asie        | Kuala Lumpur | 1er      | 62,20 m     |
| 1992 | Coupe du monde des nations | La Havane    | 3e       | 63,06 m     |

### Records
| Épreuve          | Performance | Lieu    | Date        |
| ---------------- | ----------- | ------- | ----------- |
| Lancer du disque | 65,02 m     | Nanjing | 20 mai 1992 |